# Relações internacionais do México
As relações internacionais do México são coordenadas pelo Presidente dos Estados Unidos Mexicanos através da Secretaria de Relações Exteriores. Os princípios da política internacional mexicana são estabelecidos no Artigo 89, Seção 10 da Constituição Federal, que determinam: respeito às leis internacionais, à igualdade de Estados e à sua soberania e independência, a não-intervenção, resolução pacífica de conflitos e promoção da segurança coletiva através da participação ativa em organizações internacionais. Desde a década de 1930, a Doutrina Estrada têm delineado o cumprimento de tais princípios por parte do Estado mexicano.
No seguinte à Guerra de Independência, as relações do México foram focadas especialmente nos Estados Unidos, o país limítrofe ao norte, seu maior parceiro comercial e maior protagonista político no Hemisfério Norte. Ao ser restabelecida, sua política externa foi sendo construída sob prestígio hemisférico nas décadas subsequentes. Na década de 1960, o México apoiou o governo cubano de Fidel Castro, a Revolução Sandinista na Nicarágua na década de 1970 e grupos esquerdistas salvadorenhos na década de 1980. A partir da década de 2000, o então Presidente Vicente Fox adota uma nova política internacional voltada à abertura e aceitação de criticismo da comunidade internacional e marcada pelo crescente envolvimento mexicano em assuntos internacionais, assim como sua integração com as nações vizinhas.  O governo de seu sucessor, Felipe Calderón, no entanto, foi marcada pela reaproximação diplomática com os países latino-americanos.
O México é membro-fundador de inúmeras organizações internacionais, especialmente das Nações Unidas, da Organização dos Estados Americanos, Organização dos Estados Ibero-americanos e do Grupo do Rio. Por um já longo período, o México têm figurado entre os contribuintes regulares do orçamento das Nações Unidas, tendo acrescido cerca de 40 milhões de dólares à organização no ano de 2008. Além disto, foi o único membro latino-americano da OECD desde sua associação, em 1994, até a entrada do Chile, em 2010. O México é considerado um país recentemente industrializado, uma potência regional e um mercado emergente, dada sua atuação nos grupos econômicos de destaque como o G8+5 e o G20. Nas décadas recentes, o México têm defendido uma reforma no Conselho de Segurança das Nações Unidas com apoio de Argentina, Itália, Paquistão e outras nove nações, que compõem a chamada União pelo consenso.

## Política externa
O Artigo 89, Seção 10 da Constituição Política dos Estados Unidos Mexicanos determina os princípios da política externa mexicana, que foram oficialmente incorporados em 1988. A direção que a política externa eventualmente tomará é determinada pela Presidência, como chefia de Estado, e sua execução se dá através da Secretaria de Relações Exteriores. O artigo dispõe:
As faculdades e obrigações do Presidente são as seguintes:

X. Dirigir a política exterior e celebrar tratados internacionais, assim como encerrar, denunciar, suspender, modificar, emendar, retirar reservas e formular declarações interpretativas sobre os mesmos, submetendo-os à ratificação pelo Senado. Na condução de tal política, o titular do Poder Executivo observará os seguintes princípios normativos: a autodeterminação dos povos; a não-intervenção; a solução pacífica de conflitos; a proscrição da ameaça ou do uso de força nas relações internacionais; a igualdade jurídica dos Estads; a cooperação internacional para o desenvolvimento; e a luta pela paz e segurança internacionais;
Aliado a estes princípios reconhecidos constitucionalmente, a política externa baseia-se em algumas doutrinas, dentre as quais a Doutrina Estrada é a mais influente e representativa. Proclamada no início da década de 1930 e aplicada fortemente até os anos 2000, a Doutrina Estrada defende o princípio de que os governos estrangeiros não devem julgar, positiva ou negativamente, os governos ou transições políticas das demais nações, sendo que tal atitude seria uma quebra da soberania de tal nação. Esta doutrina política foi norteada pelos princípios de não-intervenção, resolução pacífica de disputas e autodeterminação de todas as nações.
Durante o governo do Partido da Ação Nacional (PAN), Vicente Fox apontou Jorge Castañeda como seu Secretário de Relações Exteriores. Castañeda imediatamente rompeu com a Doutrina Estrada, promovendo o que foi alcunhado pelos especialistas como "Doutrina Castañeda". A nova política externa resumia-se em abertura e aceitação de criticismo da comunidade internacional, porém visando maior envolvimento mexicano em assuntos estrangeiros.
Em novembro de 2006, o então Presidente-eleito Felipe Calderón anunciou a diplomata Patricia Espinosa como sua Secretária de Relações Exteriores. Suas prioridades incluíam a diversificação da temática Estados Unidos-México - que julgava demasiadamente focada nas questões de imigração - e a reconstrução das relações diplomáticas com Cuba e Venezuela, que haviam sido muito prejudicadas durante o governo anterior. Assim como, maior atenção aos países latino-americanos, com destaque para o Brasil.

## Relações diplomáticas

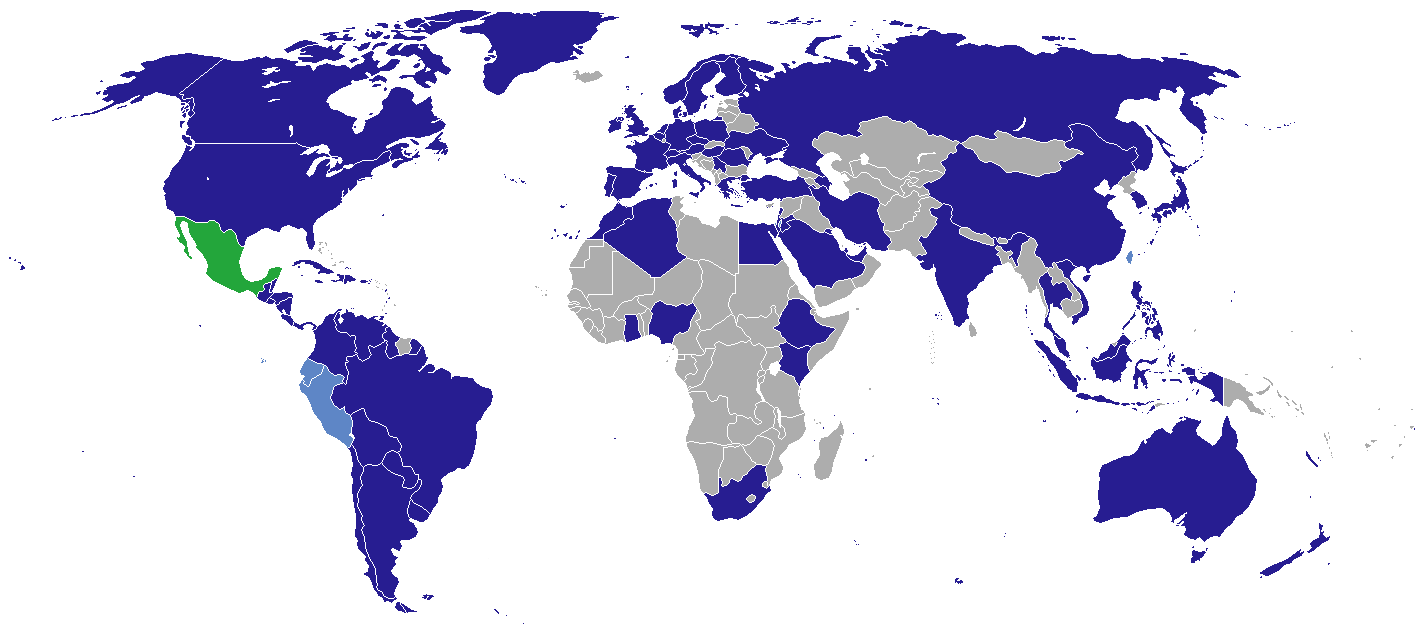
Mapa das missões diplomáticas do México no exterior (2008).
México
Países com embaixadas ou consulados residentes
Países com escritórios especiais (China e Palestina).

A rede de missões diplomáticas mexicana foi oficializada em 1822,  o ano da assinatura do Tratado de Córdoba, que marcou o início da independência do país. Em 1831, foi aprovada legislação sustentando o estabelecimento de representações diplomáticas em outras nações da Europa e das Américas.
Como uma potência regional e mercado emergente, o México detém uma significante presença global. Em dados do ano de 2009, a Secretaria de Relações Exteriores administrava mais de 150 representações diplomáticas no exterior, sendo:
- 81 embaixadas
- 69 consulados
- 6 missões permanentes

Em meados da década de 1970, o México reconheceu a República Popular da China como único e legítimo governo da China, portanto, questões relativas à República da China (Taiwan) são gerenciadas por meio de escritórios especiais do Consulado Geral Mexicano em Hong Kong e Macau. O México também não reconhece o Kosovo como um Estado independente.
Historicamente, o México têm mantido posição de neutralidade em conflitos internacionais. Contudo, nos anos recentes, alguns partidos políticos propuseram emendas à Constituição permitindo que as forças armadas do país colaborem nas Missões de paz das Nações Unidas ou ofereçam suporte militar a países aliados.

## Relações bilaterais

### América do Norte

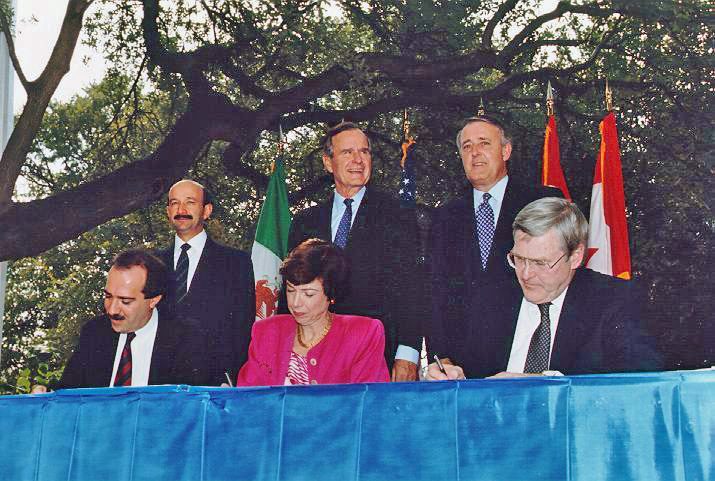
Assinatura do NAFTA, em 1992. Da esquerda para a direita: Carlos Salinas de Gortari, George H. W. Bush, Brian Mulroney. Abaixo: Jaime Serra Puche, Carla Hills e Michael Wilson.

Desde a efetivação do Tratado de Livre-Comércio Norte-Americano (NAFTA), em 1 de janeiro de 1994, as relações entre Canadá, México e Estados Unidos foram fortalecidas no âmbito político, econômico, social e cultural. Durante o governo de Vicente Fox, foi priorizada uma maior integração entre os países da América do Norte. Os Ataques de 11 de Setembro de 2001, no entanto, modificaram em parte as prioridades da política externa estadunidense, conduzindo-as a uma política de segurança regional. Como resultado, inúmeros encontro bilaterais foram organizados com a finalidade de prover maior cooperação em assuntos de segurança e economia.
Outros tópicos de destaque são aqueles relacionados à conservação e proteção do meio ambiente, o Acordo Norte-Americano em Cooperação Natural (NAAEC), por exemplo, consiste em uma declaração de princípios e objetivos assim como medidas concretas para maior cooperação dos três países em questões relacionadas ao desenvolvimento sustentável. Por outro lado, o Independent Task Force on North America defende uma integração política e social maior dos países como uma região.

### Canadá
Canadá e México não mantiveram relações formais até 1944, no cenário da Segunda Guerra Mundial, durante o qual ambos os países tomaram parte como apoio aos Aliados. Pouco antes das negociações sobre o NAFTA, laços políticos e econômicos entre os dois países estavam enfraquecidos. Desde a efetivação do NAFTA, ambos os países passaram ao posto de parceiros comerciais um do outro, e colaboraram nas negociações com os Estados Unidos, como por exemplo, nas questões referentes ao embargo a Cuba.
Atualmente, México e Canadá são parceiros políticos e estratégicos e beneficiam-se de uma proveitosa relação bilateral, que inclui laços comerciais cada vez mais fortes, trocas políticas positivas e expansão da rede de colaboração entre mexicanos e canadenses em áreas como as alterações climáticas, a cultura, a energia, a educação, os direitos humanos e a modernização do serviço público. E, mais recentemente, os dois países têm  construído uma relação mais próxima de segurança e defesa.
Nos anos recentes, ambos os países tornaram-se parceiros de Itália, Argentina, Paquistão e outros oito países que buscam uma reforma na estrutura e procedimentos do Conselho de Segurança das Nações Unidas. O grupo é conhecido como União pelo consenso ou informalmente como "Clube do Café", em oposição ao G4.

### Américas
| País      | Início das relações formais | Notas |
| --------- | --------------------------- | --- |
| Argentina | 1824                        | Ver Relações entre Argentina e México Os primeiros contatos entre os dois países se deu em 1818 com a formação das Províncias Unidas da América do Sul. Devido à conflitos internos de cada nação, as relações entre México e Argentina foram oficializadas somente em 1880, quando ambos os países enviaram as credenciais de seus respectivos representantes. As representações foram promovidas a embaixada em 1927. Em 20 de maio de 1914, diplomatas da Argentina, Brasil e Chile, conhecidos como Países ABC, reuniram-se em Niagara Falls com o intuito de evitar um conflito entre o México e os Estados Unidos por conta do Incidente de Tampico. As relações se degradaram durante o governo militar argentino, por conta do asilo político concedido pelo México a Héctor Cámpora e Abal Medina. Próximo ao fim da presidência de López Portillo, em abril de 1982, a Argentina invadiu as Ilhas Malvinas, iniciando um tenso conflito com o Reino Unido. O governo mexicano reconheceu os direitos argentinos sobre o arquipélago, mas condenou publicamente o uso de força bélica como caminho para resolução do conflito. Em 2005, durante a 4.ª Cúpula das Américas, em Mar del Plata, ambos os países tiveram tensões diplomáticas quando o então presidente mexicano Vicente Fox cancelou uma reunião bilateral com o então presidente argentino Néstor Kirchner. Na cimeira, Fox propôs a criação da Área de Livre Comércio das Américas, excluindo as nações que não concordassem com a medida. Argentina, Brasil e Venezuela argumentaram que o objetivo da cimeira não era a discussão da ALCA. Ao fim do evento, Vicente Fox e Néstor Kirchner trocaram críticas quanto às políticas externa dos respectivos países. Contudo, em 2007, Kirchner e Felipe Calderón assinaram um "Acordo de Parceria Estratégica" com a finalidade de fortalecer os laços bilaterais. |
| Bolívia   | 1831                        | - A Bolívia possui uma embaixada na Cidade do México. - O México possui uma embaixada em La Paz. Ambos os países são membros da Associação de Academias da Língua Espanhola, da Organização dos Estados Americanos, da Organização dos Estados Ibero-americanos e do Grupo do Rio. |
| Brasil    | 7 de agosto de 1824         | Ver Relações entre Brasil e México México e Brasil representam mais da metade da população, território e desenvolvimento econômico da América Latina e possuem maior prestígio político na região. Considerados potências regionais por especialistas, ambos os países possuem boas relações. Na área econômica, ambos são membros da ALADI, do G8+5 e do G20. As relações diplomáticas foram formalmente estabelecidas na década de 1820. Durante a Intervenção Francesa e o subsequente Segundo Império Mexicano, todos os países latino-americanos, com exceção da Guatemala e do Império do Brasil, recusaram-se a reconhecer o governo de Maximiliano I. Em 1914, após o Incidente de Tampico, tropas estadunidenses ocuparam o Porto de Veracruz e os governos de Argentina, Brasil e Chile providenciaram negociações para solução pacífica da disputa. Em outubro de 2006, o Presidente-eleito Felipe Calderón visitou o Presidente brasileiro Luiz Inácio Lula da Silva para aprofundar os diálogos e cooperação entre os dois país. Os governos de Brasil e México buscam a manutenção de um diálogo aberto em áreas como não-proliferação de armas nucleares, direitos humanos, desenvolvimento e energia. Em 2007, durante visita de Lula ao México, ambos os países concordaram em coordenar suas forças policiais estrangeiras para integração da América Latina. |
| Chile     |                             | |
| Peru      | 1883                        | México e Peru possuem relações diplomáticas sólidas, baseadas no fato de que ambos os países compartilham heranças culturais entre si. Ambos os países têm expressado solidariedade sobre a necessidade de defender sua herança cultural e arqueológica na forma de artefatos eventualmente furtados e mantidos ilegalmente em outros países. Em 2011, o então Presidente peruano Alan García e Felipe Calderón assinaram uma declaração conjunta visando cooperação, integração, comércio, investimentos e combate permanente à pobreza e crime organizado. Ambos os países buscam atingir um novo modelo de integração na América Latina, sendo ele positivo, realista e ativo entre as nações vizinhas. - O México possui uma embaixada em Lima. - O Peru possui uma embaixada na Cidade do México. |
| Venezuela | 12 de junho de 1992         | Historicamente, ambos os países têm mantido relações diplomáticas positivas. Desde que tornaram-se importantes na indústria de minérios, contudo, as relações passaram a tensionar-se, levando à eventuais disputas após a entrada do México no NAFTA. Durante a presidência de Vicente Fox, as relações entre os dois países tornaram-se críticas ao ponto de ambos recolherem seus embaixadores. Em 2007, após dois anos de ausência diplomática, as relações foram restabelecidas com a nomeação de Roy Chaderton à Cidade do México e a transferência de Jesús Mario Chacón Carrillo à Caracas. Ambos, os países são membros fundadores da Associação Latino-Americana de Integração (ALADI). |

### Europa
| País    | Início das relações formais | Notas |
| ------- | --------------------------- | --- |
| Áustria | 30 de julho de 1842         | Durante a Intervenção Francesa e o subsequente Segundo Império Mexicano entre 1864 e 1867, Maximiliano I, membro da Casa Imperial de Habsburgo-Lorena, foi proclamado Imperador do México. Em 2005, o México foi considerado o segundo maior parceiro comercial da Áustria na América Latina. Ainda no mesmo ano, o então Presidente da Áustria Heinz Fischer realizou uma viagem ao México e ao Brasil, sendo a primeira visita de Estado de um governante austríaco à América Latina. |
| Bélgica | 1836                        | - A Bélgica possui uma embaixada na Cidade do México. - O México possui uma embaixada em Bruxelas. |
| França  | 26 de novembro de 1826      | A independência do México foi reconhecida de jure pela França em 1830. Os primeiros contatos oficiais foram sobre comércio. Em 1827 um acordo assinado em Paris estabelecia que ambos os países e seus cidadãos gozariam de uma posição privilegiada, que incluiria ressarcimento de bens danificados ou perdidos durante a guerra, porém, a medida não foi aprovada pelo Congresso da União. O que se seguiu, então, foi um longo período de questões delicadas nas relações entre os dois países, como a Guerra dos Pastéis e a Guerra da Reforma. Quando do colapso da Quarta República, em 1958, o México foi o primeiro país a reconhecer a Quinta República, fundada por Charles de Gaulle. Nos anos seguintes, ambos os países coordenaram ações e apoiaram a Frente Farabundo Martí de Libertação Nacional na Guerra Civil de El Salvador. Recentemente, em visita oficial ao México, o Presidente francês Nicolas Sarkozy negociou a extradição de Florence Cassez, ato extremamente criticado por analistas internacionais; e elogiou a postura "determinada e corajosa" do governo mexicano no combate ao narcotráfico, alertando o Congresso sobre uma reforma constitucional que permitiria a participação das forças armadas mexicanas em operações de paz no exterior. Apoiado pelo Primeiro-ministro Gordon Brown, Sarkozy expressou os benefícios do G8 na ampliação de seu quadro de membresia, que inclui agora mais cinco nações. |

## Relações multilaterais

### Nações Unidas

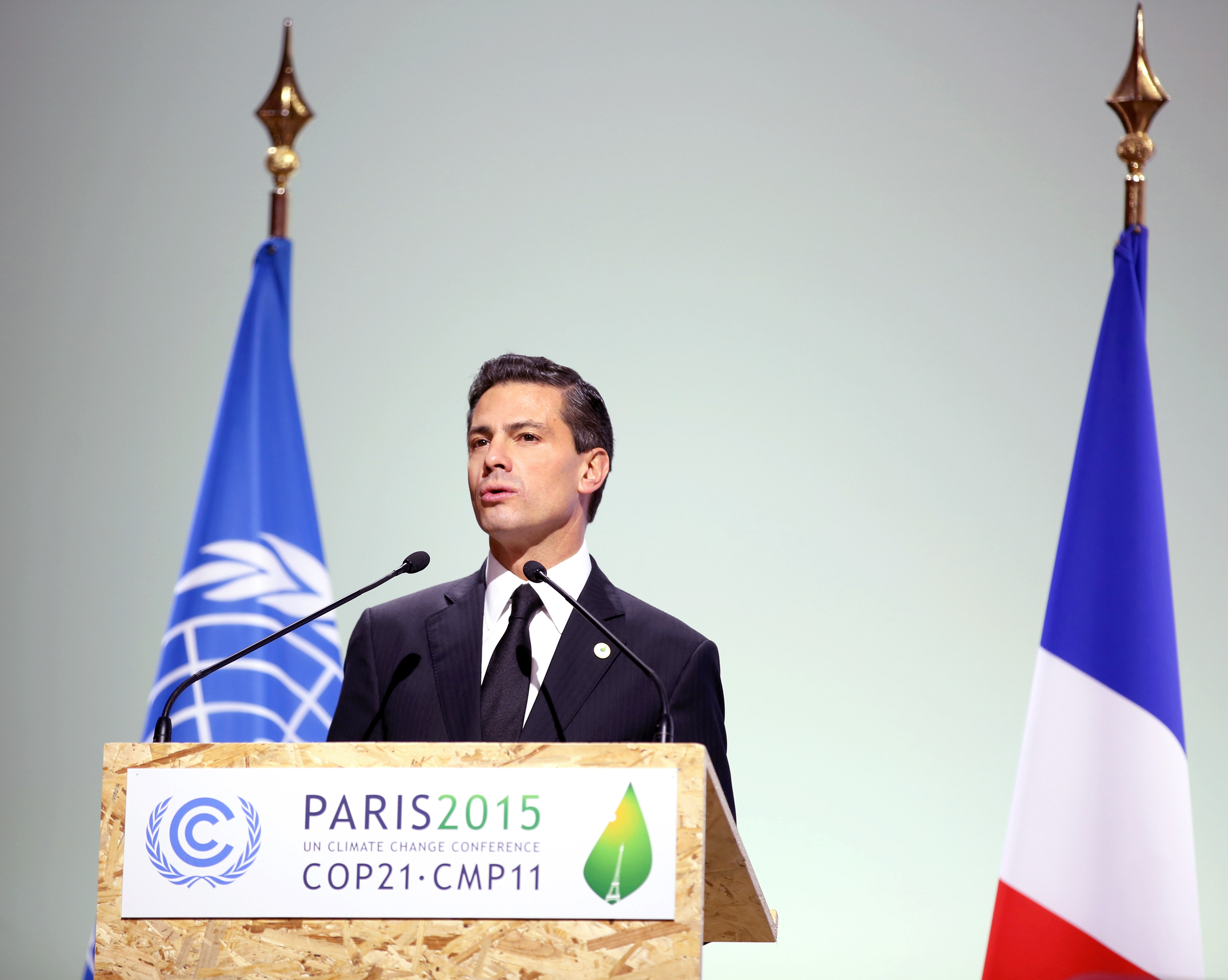
O Presidente Enrique Peña Nieto discursa na COP 21, 2015.

O México é o décimo maior contribuinte aos orçamentos regulares da Organização das Nações Unidas. Atualmente, o país integra dezoito organizações oriundas da Assembleia Geral, do Conselho Económico e Social e das agências especializadas.
O México ocupou o assento de membro não-permanente do Conselho de Segurança das Nações Unidas por três ocasiões (1946, 1982-83 e 2002-03). Em 17 de outubro de 2008, ao receber 185 votos, o México foi eleito membro não-permanente pela quarta vez, de janeiro de 2009 a dezembro de 2010. Desde abril do mesmo ano, o México detém a presidência rotativa da organização.
Nos anos recentes, o México têm defendido uma reforma do Conselho de Segurança das Nações Unidas e de seus métodos de funcionamento, com o apoio de Canadá, Itália, Paquistão e outras nove nações. Tais países formaram o grupo União pelo consenso, na década de 1990, que opõe-se ao chamado G4.
Seguindo a linha da Doutrina Castañeda de nova abertura na política externa, alguns partidos políticos mexicanos têm proposto uma reforma constitucional permitindo a participação das Forças armadas mexicanas nas missões de manutenção de paz das Nações Unidas, ampliando a participação do país no cenário internacional.

### Organização dos Estados Americanos

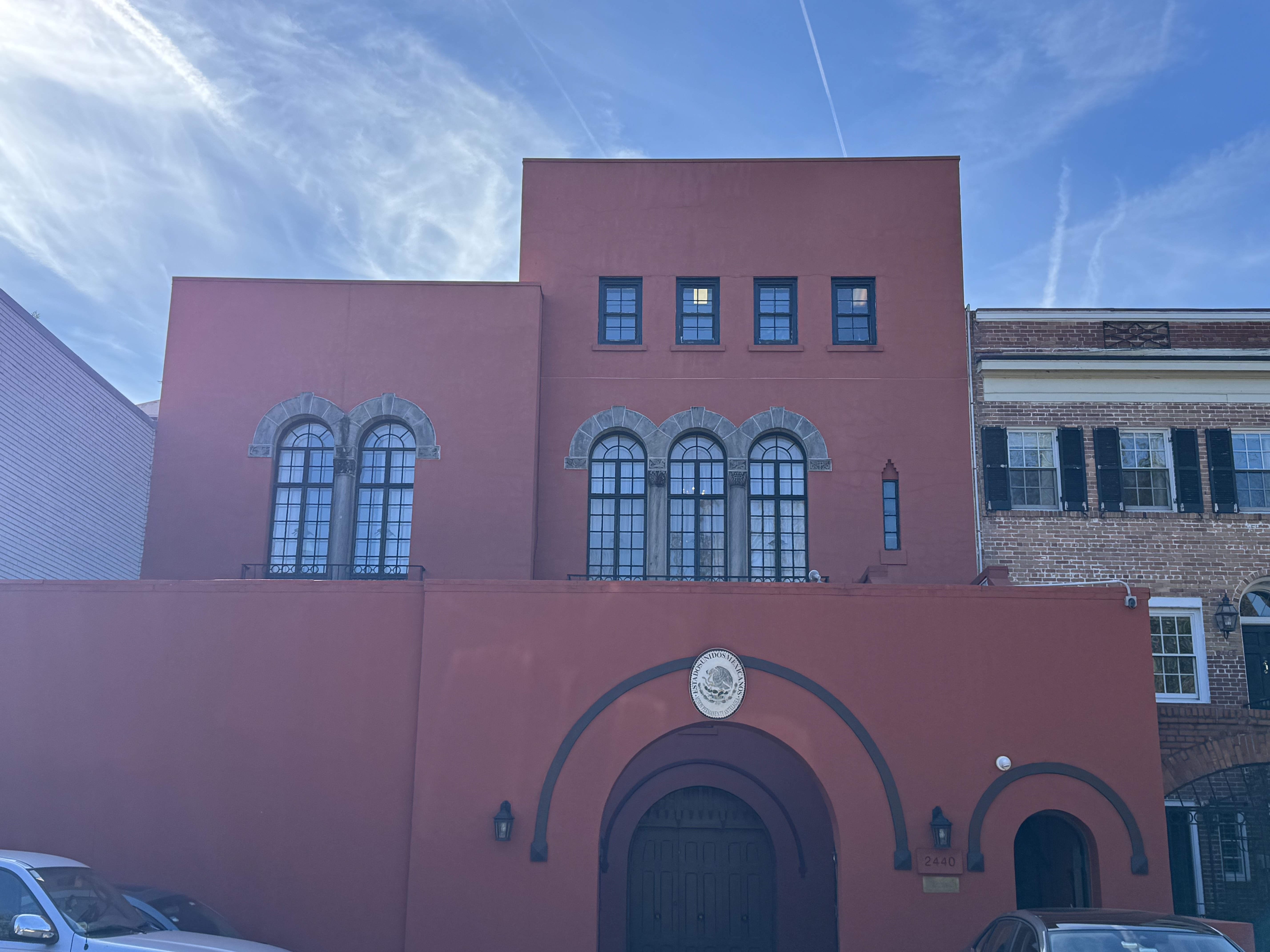
Sede da Missão Permanente do México à Organização dos Estados Americanos, em Washington, D.C.

Como membro fundador da Organização dos Estados Americanos, o México têm participado ativamente da organização intergovernamental. Desde a criação da OEA, o México sempre buscou promover a inserção de princípios de cooperação internacional e menos aspectos militares, baseando-se nos princípios de não-intervencionismo e resolução pacífica de conflitos. O México apoiou a adesão do Canadá em 1989 e de Guatemala e Belize em 1991.
Em 1964, sob pressão dos Estados Unidos, a OEA exigiu que todos os membros cortassem relações diplomáticas com Cuba. O México, contudo, recusou-se a aceitar a medida, condenou a Invasão à Baía dos Porcos e não aceitou a exclusão de Cuba da organização. Anos mais tarde, o México se opôs à criação de uma aliança militar junto à OEA e condenou a Invasão do Panamá em 1989.
Durante o governo de Vicente Fox, a candidatura de Luis Ernesto Derbez à Secretário-geral da organização foi altamente recomendada. No entanto, Derbez não foi eleito e seu país acabou envolto em uma crise diplomática com o Chile.

### Países megadiversos

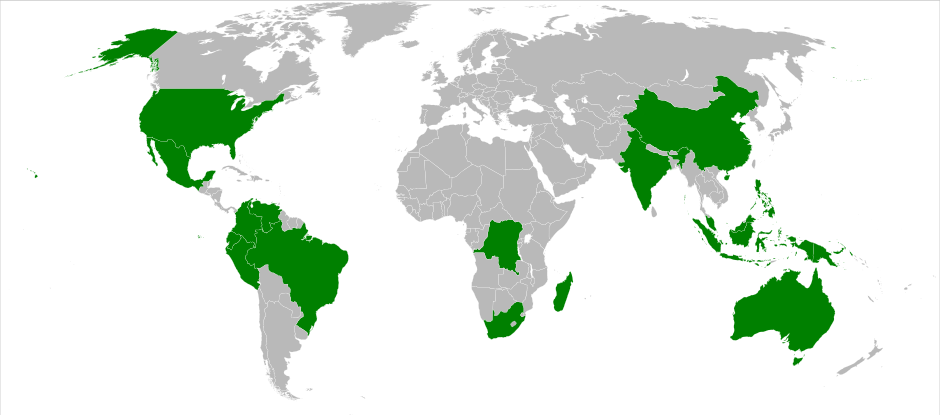
Os 17 Países Megadiversos pela CI.

Os Países megadiversos são um grupo de países que abrigam a maioria das espécies da Terra e são, portanto, considerados extremamente biodiversos. A Conservação Internacional identificou 17 países como megadiversos em 1998, a maioria deles localizado nos Trópicos.
Em 2002, o México formou uma organização distinta denominada Países Megadiversos, composta por países ricos em diversidade biológica e conhecimento tradicional associado. Esta organização inclui uma gama de países para além dos previamente definidos pela Conservação Internacional.

### Participação em organizações internacionais
Organizações regionais
- ALADI
- Comunidade Andina de Nações (Observador)
- CELAC
- BID
- SELA
- Conferência Ibero-americana
- Mercosul (Observador)
- OEA
- OEI
- OPANAL
- Grupo do Rio
- SICA (Observador)
- Cúpula das Américas
- Unasul (Observador)
- CEPAL

Organismos internacionais
- APEC
- CCAC
- CESNU
- FAO
- G8+5
- G15
- G20
- G20+
- Grupo de Países Megadiversos
- Cruz Vermelha
- CCI
- FMI
- Interpol
- União Latina
- Movimento Não Alinhado
- Banco Mundial
- OMC